# ماركوس بروس كريستيان
ماركوس بروس كريستيان (بالإنجليزية: Marcus Bruce Christian)‏ هو شاعر أمريكي، ولد في 8 مارس 1900، وتوفي في 21 نوفمبر 1976.